# سیارک ۱۲۴۸۵
سیارک ۱۲۴۸۵ (به انگلیسی: 12485 Jenniferharris، نامگذاری:1997GO1) دوازده هزار و چهارصد و هشتاد و پنجمین سیارک کشف شده‌است که در ۷ آوریل ۱۹۹۷ کشف شد.
قدر مطلق سیارک برابر ۱۸.۶ است.